# Durbec de São Tomé
El durbec de São Tomé (Crithagra concolor) és una espècie d'ocell de la família Fringillidae que ha estat considerada l'única representant del gènere Neospiza. És una espècie endèmica de São Tomé i Príncipe, més concretament de la seva illa principal de São Tomé.
Encara que es va descobrir a la fi del segle xix, no es va tornar a veure cap exemplar fins a 1991, data des de la qual s'han fet alguns albiraments més. Se sap molt poc d'aquesta espècie, i se suposa que la seva població ha de ser molt petita. És una espècie forestal, es pensa que es mou sobretot entre les copes del bosc. Les seves poblacions estan amenzades per la desforestació per instal·lar plantacions de cocos, i per la predación per part d'espècies introduïdes com a rates, civetes o mosteles.